# The Will to Live
Albums de Ben Harper
Fight for Your Mind
(1995) Burn to Shine
(1999)
Singles
1. Faded
2. Jah Work
3. Mama's Trippin

The Will to Live est un album de Ben Harper, sorti en 1997.

## Titres
| No  | Titre                             | Durée |
| --- | --------------------------------- | ----- |
| 1.  | Faded                             | 4:48  |
| 2.  | Homeless Child                    | 3:51  |
| 3.  | Number Three                      | 1:43  |
| 4.  | Roses from My Friends             | 6:23  |
| 5.  | Jah Work                          | 4:54  |
| 6.  | I Want to Be Ready                | 4:02  |
| 7.  | The Will to Live                  | 4:57  |
| 8.  | Ashes                             | 3:52  |
| 9.  | Widow of a Living Man             | 4:10  |
| 10. | Glory & Consequence               | 5:40  |
| 11. | Mama's Trippin' (Harper, Plunier) | 3:45  |
| 12. | I Shall Not Walk Alone            | 5:13  |

## Musiciens
- Ben Harper - guitare, saz, chant, weissenborn
- Louis Allen - basse
- Alan Anderson - guitare
- Agnes Baddoo - voix
- Brett Banduci - alto
- Patrick Brayer - fiddle
- Dean Butterworth - batterie
- Danielle Charles - violon
- Juan Nelson - basse, voix
- Eric Person - saxophone
- Amy Piatt - voix
- Emily Wright - violoncelle